# Ханьголу
Ханьголу — река в России, протекает по Калевальскому району Карелии.
Исток — южная оконечность озера Ханьголуярви, в 3 км южнее посёлка Кепа. Протекает через озеро Посиярви. Устье реки находится в 6 км по левому берегу реки Шонга, в 3 км восточнее бывшего посёлка Шонга. Высота истока — 118,5 м над уровнем моря. Длина реки составляет 18 км, площадь водосборного бассейна 74 км².

## Данные водного реестра
По данным государственного водного реестра России относится к Баренцево-Беломорскому бассейновому округу, водохозяйственный участок реки — Кемь от Юшкозерского гидроузла до Кривопорожского гидроузла. Речной бассейн реки — бассейны рек Кольского полуострова и Карелии, впадает в Белое море.
Код объекта в государственном водном реестре — 02020000912102000004423.